# Kreator
Krijejtor je nemački treš metal bend iz Esena.

## O bendu
Bend su 1982. pod imenom Tyrant osnovali Miland Petroca, Rob Fjoreti i Jirgen Rajl. Ubrzo menjaju ime u Tormentor, a sadašnje ime uzeli su 1984. nakon potpisivanja ugovora sa Nojz rekordsom. Dosad su izdali 12 studijskih albuma, na kojima su uz treš metal primetni uticaji i det metala. Tokom 1990-ih eksperimentisali su i sa industrijal i gotik metalom, da bi se vratili svom originalnom stilu. Uz Distrakšon i Sodom smatraju se najuticajnijim nemačkim treš metal bendom.

## Članovi benda
Sadašnja postava
- Miland 'Mile' Petroca – vokal, gitara (1982.-)
- Sami Ili-Sirnio – gitara (2001.–)
- Kristijan 'Spizi' Gajzler – bas gitara (1994.–)
- Jirgen 'Ventor' Rajl – bubnjevi (1982.–1993, 1997.–)

Bivši članovi
- Jerg "Trice" Trebjatovski – gitara (1986.–1989)
- Frenk "Blekfajr" Gozdzik – gitara (1989.–1996)
- Mihael Vulf (preminuo) – gitara (1986)
- Tomi Feterli – gitara (1996.–2001)
- Roberto "Rob" Fjoreti – bas gitara (1982.–1992)
- Andreas Herc – bas gitara (1992.–1994)
- Džo Kangelozi – bubnjevi (1994.–1996)

## Diskografija
Studijski albumi
- (1985)
- (1986)
- (1987)
- (1989)
- (1990)
- (1992)
- (1995)
- (1997)
- (1999)
- (2001)
- (2005)
- (2009)
- (2012)
- (2017)
- (2022)

## Spoljašnje veze
- Zvanična prezentacija benda